# 奥特罗奇修道院
奥特罗奇修道院（俄语：Отроч Успенский монастырь）是俄羅斯特维尔境內的的一座东正教修道院。始建于十三世纪中叶。1930年代，除了圣母升天大教堂外，所有的奥特罗奇修道院建筑都被拆毀。